# Ninette de Valois
Ninette de Valois, geboren als Edris Stannus (Blessington, 6 juni 1898 – Londen, 8 maart 2001) was een Iers danseres van klassiek ballet, choreograaf en oprichter van het Royal Ballet.

## Levensloop
Stannus begon haar opleiding als 10-jarige aan de Lila Field Academy in Londen. In 1921 veranderde ze haar naam officieel in Ninette de Valois.
Het eerste hoogtepunt in haar carrière bereikte ze als danseres voor Ballets Russes van Sergej Diaghilev, waar ze van 1923 tot 1925 danste. Een jaar later beëindigde ze haar carrière als danseres.
Ze richtte een balletschool op en werkte als choreograaf voor het Festival Theatre in Cambridge, het Abby Theatre in Dublin en het Vic-Wells Ballet van het Sadler's Wells Theatre in Londen, dat door Lilian Baylis werd geleid en in 1956 het Royal Ballet werd. Dit ballet leidde ze tot 1963.

## Erkenning

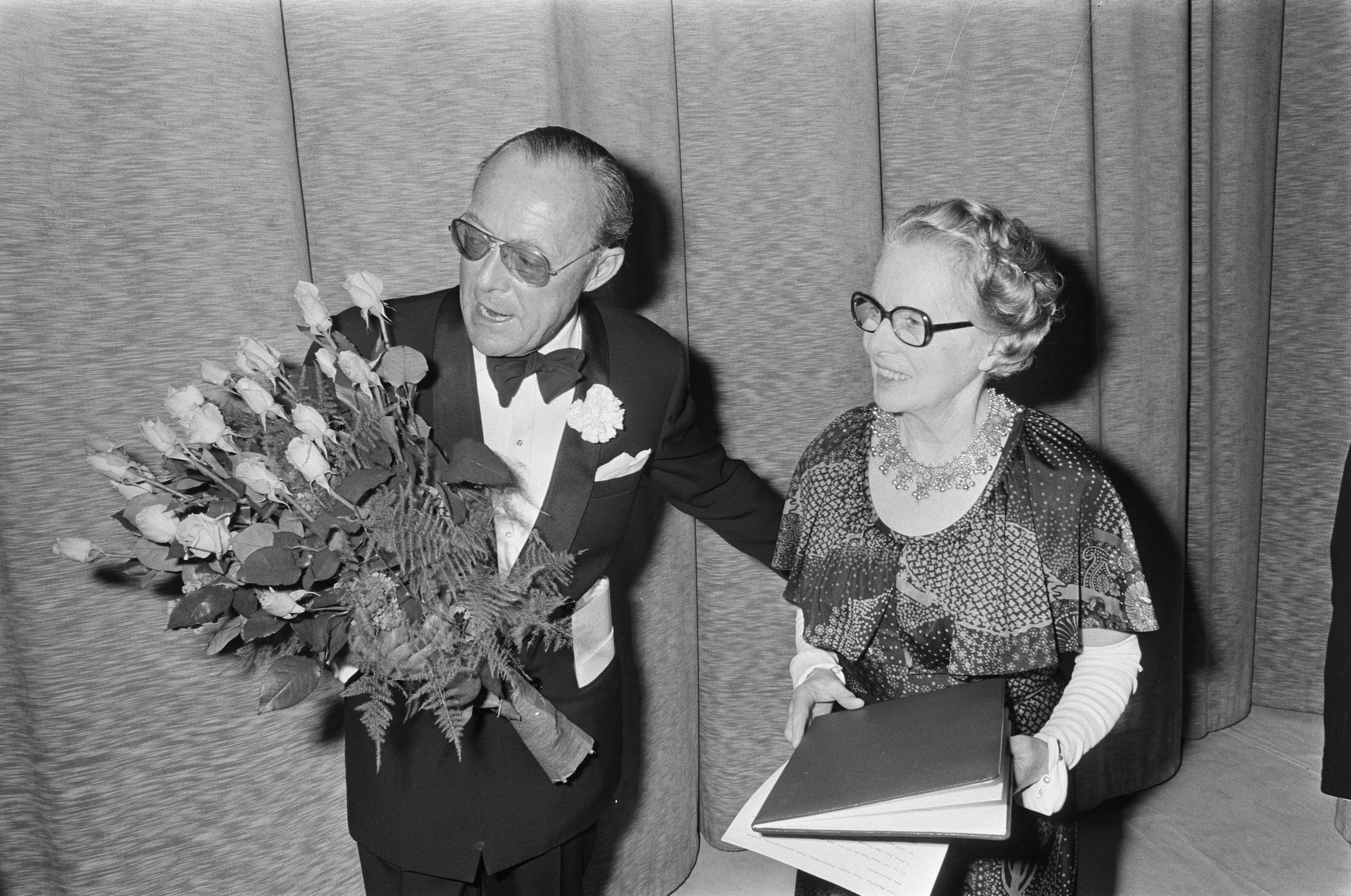
Prins Bernhard reikt de Erasmusprijs uit aan Ninette de Valois in 1974
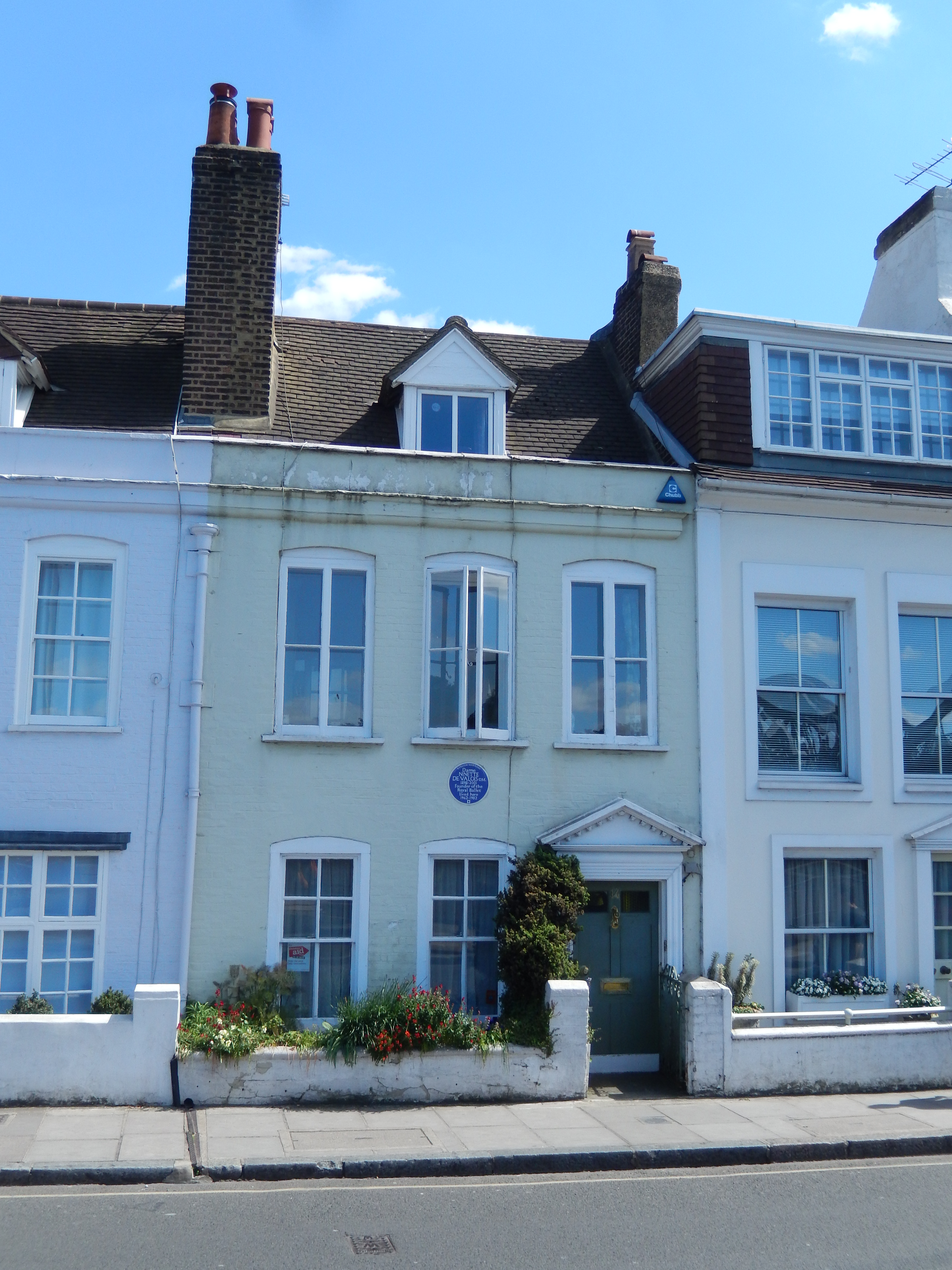
haar woonhuis (1962–1982) in Barnes met blauwe plaquette van English Heritage

Ninette de Valois werd meermaals onderscheiden. Een selectie hiervan is als volgt:
- 1950: Lid van het Legioen van Eer
- 1951: Dame Commandeur in de Orde van het Britse Rijk
- 1974: Erasmusprijs, samen met Maurice Béjart
- 1981: Orde van de Eregezellen
- 1992: Order of Merit